# 福島治
福島 治（ふくしま おさむ、1958年 -  ）は広島県出身のソーシャルデザインを専門とするグラフィックデザイナー。東京工芸大学名誉教授、日本デザイナー学院顧問、一般財団法人みらいRITA理事、一般社団法人アートパラ深川理事、一般社団法人サーキュラー コットン ファクトリー理事、一般社団法人ヨコハマフォント理事、一般社団法人七福理事、一般社団法人カラフルフォトリンピック理事。
国際グラフィック連盟（AGI）会員、日本グラフィックデザイナー協会（JAGDA）会員、東京タイプディレクターズクラブ（TDC）会員。

## 経歴
1958年広島市生まれ。広島市立大河小学校、広島市立翠町中学校、広島県立海田高等学校を経て、日本デザイナー学院広島校グラフィックコースを卒業。（株）浅葉克己デザイン室、（株）マグナを経て、1985年に広告代理店（株）ADK入社、1999年退社。1999年（有）福島デザイン設立。2018年(株)フクフクプラス設立・共同代表
20～40代は、アートディレクターとして広告を中心としたデザインを制作。国内外で高い評価を得て、数々の国際的な賞を受賞。2009年から商業的なデザインにピリオドを打ち、ソーシャルデザイナーとして“デザインにおける社会貢献の可能性”を探求。さまざまなソーシャルプロジェクトを企画、実施している。
2003年に東京工芸大学デザイン学科に准教授（2008年より教授）としてデザイン教育に関わる。独自の教育方法により国内外のコンペで学生に40以上の賞を受賞させ、賞金総額は800万円以上になる。読売新聞社主催の読売広告賞では、３年連続のグランプリを受賞させるなど教育者としても高い評価を得ている。
2020年に一般社団法人アートパラ深川の発起人・理事として、アートパラ深川おしゃべりな芸術祭の企画、運営に携わる。
2021年に一般社団法人サーキュラー コットン ファクトリー創設メンバー・理事として、繊維のゴミを紙にして循環型社会を目指す。
2022年にはジブヤフォントを全国に展開するご当地フォントプロジェクトをスタート。障がいのある人たちの創作活動の裾野を広げて、社会参加と収入支援につなげる。
2018年、共同代表として磯村歩と髙橋圭の三人で(株)フクフクプラス設立。障がい者の創作活動に新しい仕組みと価値を付加するサービスや商品を開発、提供することで、障がい者の収入支援や社会参加を創出する。
2022年にはジブヤフォントを全国に展開するご当地フォントプロジェクトをスタート。障がい者とデザイナーがチームとなり、フォントやパターンデータを制作することで、障がい者の収入支援や社会参加を創出する。
2023年から一般社団法人七福の理事&プロデューサーとして、山口県の障がい者の創作活動の活性化と地域活性化を同時に創出するムーブメントを起こするため山口に通い続けている。
2024年、カラフルモデル代表の内木美樹と「第1回カラフルフォトリンピック」を企画・実施。毎年、障がいのあるキッズモデルを高校生が撮影、審査会を経て、表彰と展覧会を行う『ダイバーシティ写真甲子園』。写真の持つ、表現とコミュニケーションの力でインクルーシブな社会を目指す。
2025年、市川市の多様なミュージカル、障がい者パフォーマンス、伝統芸能、ダンスなどを「ごたまぜ」にして行う、インクルーシブな地域活性プロジェクト「第1回市川ごたまぜミュージカルパレード」を企画・実施。同時に「ごたまぜ」アート展も開催。

## 主な活動
2011年より、ソーシャルデザインの必要性と可能性を若者に伝えるため、「一人押しかけ出前講義」プロジェクトを実施。デザインにおける社会貢献の必要性と可能性を伝えるため、美術大学を中心に100回以上の出前講義を行っている。
2003年10月に開催された「世界グラフィックデザイン会議・名古屋」において、国際会議全体をデザインするために企画委員会の委員長を務める。同会議は、毎日デザイン賞・特別賞やグッドデザイン賞を受賞している。
障がい者アートライブラリー「Artbility（アートビリティ）」の活動支援を2009年から行っている。定例審査やアートビリティ大賞の審査員も務める。2012年には障害のあるアーチストの魅力をデザイナーや編集者に伝えるため、ギンザグラフィックギャラリーG8にて、障害のあるアーチストと若手人気デザイナーのコラボレーションポスター展を企画、実施する。2016年には、オーガニックコットンを使ったフェアトレード製品にアートビリティ作家の絵を使用したブランド、ARTBILITY＋（アートビリティプラス）を提案、ブランドディレクターとして実用化に協力する。
また、大阪府アートを活かした障害者の就労支援委員なども行っており、障害者の働き方改革をデザインの力を使って実践している。
東日本大震災の被災地支援活動として、「UNICEF祈りのツリープロジェクト」（2011年～2015年）を永井一史、並河 進氏と立ち上げ、５年間事務局長を務める。祈りのツリープロジェクトは、2000人以上のボランティアを集め、1500人以上の被災地の子どもたちとのワークショップを実現させている。活動はNHKを始めとして数百のメディアで紹介されている。
公益社団法人日本グラフィックデザイナー協会では展覧会委員長として、被災地支援プロジェクトを立ち上げる。「JAGDAやさしいハンカチ展」（2012年～2014年）などの企画、実施を行う。やさしいハンカチ展は、国内主要な百貨店などで展示と販売を実施して、３年間で数万枚のハンカチをチャリティ販売する。この活動は高校の美術教科書でも紹介される。
継続的な東北復興支援として、東北経済産業局とJAGDAの共催プロジェクト「おいしい東北パッケージ展」（2014年～2016年）の企画、実施。プロジェクトは、経済産業省でも高く評価され、北海道経済産業局でも同様なプロジェクトがスタートしている。
Tokyo Midtown Design Hubでは、2011年「UNICEF祈りのツリープロジェクト展」、2012年「もちかえる展覧会」、CREATION GALLERY G8でも2012年「Artbility meets 10 designers」、2013年にギンザ・グラフィック・ギャラリーで「明日のデザインと福島 治」、大阪dddギャラリーでも「明日のデザインと福島 治」などソーシャルデザインに関する展覧会を実施している。
25年間にわたり、劇団山の手事情社の宣伝広告を担当している。公演告知ポスターは、世界ポスタートリエンナーレトヤマで日本人初のグランプリを受賞するなど国内外で高い評価を得ている。
2018年、障がいのある方たちの創作活動を継続的な支援にするため、磯村歩、髙橋圭と共同代表を務める株式会社フクフクプラスを設立。アートレンタル、対話型アート鑑賞など、障がいのあるアーティストの作品を使った独自のサービスを展開し、売上げの一部をアーティストに還元している。国立大学や一部上場企業に多数採用され、障がいのある人の創作活動を事業として支援するCSV型の事業として、メディアにも高い評価を得ている。
2019年、一般社団法人アートパラ深川を設立。2020年、コロナ禍の中で障がいのあるアーティストの作品を中心とした市民芸術祭“アートパラ深川おしゃべりな芸術祭”を柿沢未途代議士と2人で立ち上げる。江東区の地域住民の協力を得て、門前仲町、清澄白河、森下エリアの屋外に400点以上の街なかアートを展示、屋内には全国公募の入選、入賞作品も展示。その他、さまざまなイベントや企画展示も行う。
資金ゼロから立ち上げた市民芸術祭は、3年目となる2022年には開催エリアを豊洲にまで拡大、13日間の期間中136,000人の方々が芸術祭を楽しんだ。障がいのあるアーティストの支援と地域活性化を同時に実現する新しい仕組みの芸術祭として、社会に高く評価されている。
2021年、オーガニックコットンの母と呼ばれている渡邊智恵子が、一般社団法人CCF(サーキュラー コットン ファクトリー)を設立。創設メンバーであり、理事として活動に参加。CCFは、破棄されている洋服や繊維のゴミを回収、それを紙にして循環型社会を目指す団体。パートナー企業として、日本郵政、東京新聞、大阪経済大学、髙島屋、大丸松坂屋百貨店、榮太樓総本舗など日本を代表する企業120社がパートナー企業として名を連ねている。
2022年、障がい者の創作活動にデザイナーが参加することで、フォントやパターンなどのデジタルデータを制作、インターネット上に公開、使用することが可能な“シブヤフォント”の仕組みを全国展開する“ご当地フォント”プロジェクトを開始。“シブヤフォント”は一枚の立派なアートが描けなくても、デザイナーとの共同作業で創作活動を仕事にできる仕組みとして、2019年グッドデザイン賞や2022年読売福祉文化賞など社会的な評価を得ている。2022年12月には、大分県、広島県、滋賀県、江戸川区、富山県の5箇所でご当地フォントやパターンを制作、発表した。

## 展覧会
- 1993年 メキシコシティ美術館・招待ポスター展
- 1995年 ブラジル・サンパウロ美術館ポスター23人展
- 1996年 ギンザ・クリエイションギャラリーG8 JAGDA新人賞展
- 1997年 ハンガリー・現代日本のポスター20人展
- 1997年 プラハ国立技術博物館「Japan's Taste 1997」
- 1998年 ギンザ・グラフィック・ギャラリーggg「Graphic Wave 1997」3人展
- 2001年 Japan poster game展（中国）
- 2007年 銀座松屋デパート・デザインギャラリーにて個展
- 2010年 アジア国際グラフィックデザイン祭 日本人ポスター作家12名に選出
- 2010年 ヴェネツィア・「現代日本のポスター100展」
- 2014年 ギンザ・グラフィック・ギャラリーgggにて個展「明日のデザインと福島 治」
- 2014年 大阪dddギャラリーにて個展「明日のデザインと福島 治」
- 2011年～2014年 東京ミッドタウン・デザインハブ JAGDAやさしいハンカチ展
- 2012年 CREATION GALLERY G8 Artbility meets 10 designers展
- 2012年 東京ミッドタウン・デザインハブ ユニセフ祈りのツリープロジェクト展
- 2012年 東京ミッドタウン・デザインハブ もちかえる展覧会
- 2015年～2017年 東京ミッドタウン・デザインハブ おいしい東北パッケージデザイン展
- 2018年～2021年 東京ミッドタウン・デザインハブ JAGDAつながりの展覧会
- 2020年 深川不動堂ロータスホール アートパラ深川・全国公募展
- 2021年 深川江戸資料館レクホール アートパラ深川・全国公募展
- 2022年 東京ミッドタウン・デザインハブ JAGDAジカツデザイン展
- 2022年 深川江戸資料館レクホール アートパラ深川・全国公募展
- 2022年 ヒカリエ8階COURT&CUBE1.2.3 ご当地フォント展

## 受賞
- 1988年 第3回FROM THE・ART・日本奨励賞
- 1988年 第7回NAAC展・奨励賞
- 1988年 日経広告賞・部門賞
- 1991年 日本産業広告賞・審査委員会特別賞
- 1992年 東京ADC賞・2つを同時受賞
- 1992年 第2回メキシコ国際ポスタービエンナーレ・第1位
- 1992年 40thカンヌ国際広告際（グラフィック部門）ブロンズメダル
- 1992年 第36回日本雑誌広告賞・銀賞
- 1993年 ニューヨーク・アートディレクターズ・クラブ国際展・銅賞
- 1995年 日本グラフィックデザイナーズ協会・新人賞
- 2000年 日本工業新聞産業広告賞・グランプリ
- 2001年 ブルガリア・ステージポスタートリエンナーレ・ソフィア・第3位
- 2002年 日本工業新聞産業広告賞・金賞
- 2003年 日刊工業新聞産業広告賞・金賞
- 2003年 日本雑誌広告賞・金賞
- 2003年 日経BP広告賞・金賞
- 2004年 世界グラフィックデザイン会議企画委員として毎日広告デザイン賞・特別賞
- 2004年 第57回広告電通賞 新聞・企画スペース部門賞
- 2004年 新聞広告賞・優秀賞
- 2004年 ニューヨークフェスティバル・銅賞
- 2005年 52ndカンヌ国際広告祭　メディアライオン・金賞
- 2006年 日経BP広告賞・優秀賞
- 2009年 フジサンケイ・ビジネスアイ広告大賞ワイド広告部門・金賞
- 2012年 世界ポスタートリエンナーレトヤマ2012、日本人初のグランプリ受賞
- 2012年 神奈川県厚木市市長賞（スポーツ分野以外での受賞は初となる）
- 2021年 令和３年度『障害者の生涯学習支援活動』に係る文部科学大臣表彰（功労者）受賞
- 2024年 フクフクプラスの仕組みと活動に対してグッドデザイン賞受賞

## 書籍
- 作品集『福島治―OSAMU FUKUSHIMA』 (世界のグラフィックデザイン)［トランスアート］
- 作品集『Graphic Wave』秋田寛・井上里枝・福島治［トランスアート］
- 著書『クリエイティブで世界を変える』［六耀社］
- 著書『脳が脱皮する美術館』～ビジネスに効く対話型アート鑑賞～[時事通信社]